# Yosuke Tashiro
Yosuke Tashiro (田代 容輔 Tashiro Yosuke?, nacido el  de 1995 en Osaka) es un exfutbolista japonés. Jugaba de delantero y su último club fue el Thespakusatsu Gunma de Japón.

## Trayectoria

### Clubes
| Club                | País  | Año         |
| ------------------- | ----- | ----------- |
| Vissel Kobe         | Japón | 2014 - 2016 |
| J. League sub-22    | Japón | 2015        |
| Thespakusatsu Gunma | Japón | 2016        |

## Estadística de carrera

### J. League
| Club                | Año   | J. League | J. League | Copa J. League | Copa J. League | Total | Total |
| Club                | Año   | Part.     | Goles     | Part.          | Goles          | Part. | Goles |
| ------------------- | ----- | --------- | --------- | -------------- | -------------- | ----- | ----- |
| Vissel Kobe         | 2014  | 0         | 0         | 0              | 0              | 0     | 0     |
| Vissel Kobe         | 2015  | 6         | 0         | 2              | 0              | 8     | 0     |
| Vissel Kobe         | 2016  | 0         | 0         | 1              | 0              | 1     | 0     |
| J. League sub-22    | 2015  | 1         | 0         | -              | -              | 1     | 0     |
| Thespakusatsu Gunma | 2016  | 2         | 0         | -              | -              | 2     | 0     |
| Total               | Total | 9         | 0         | 3              | 0              | 12    | 0     |